# Azarcon

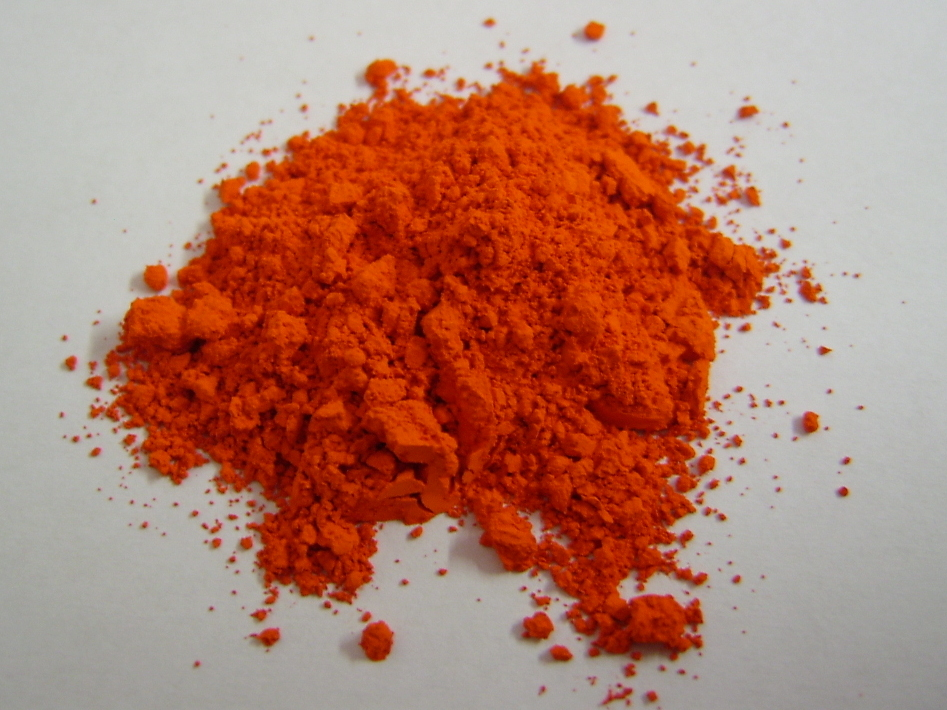
En dépit de sa belle couleur orangée, l'Azarcon (essentiellement constitué de minium de plomb) est un produit très toxique, source fréquente de saturnisme chez l'enfant.

L'azarcon également nommé alarcon, coral, luiga, maria luisa, rueda est (comme le « greta ») un remède utilisé en médecine traditionnelle vendu en Asie, Inde, Pakistan, Mexique, ou en Amérique du sud, notamment pour soigner certains maux de ventre, dont l'empacho (maladie qu'on attribue traditionnellement à quelque chose de coincé dans le tractus gastro-intestinal, ce qui produirait des diarrhées et vomissements), mais c'est aussi un produit très toxique. Son utilisation chez l'enfant peut déclencher des coliques de plomb. 
Comme le mercure autrefois utilisé dans le mercurochrome (qui n'en contient plus aujourd'hui), ce « médicament » est si toxique que s'il tue effectivement les microbes par contact, il peut aussi contribuer à gravement empoisonner l'organisme, des enfants en particulier.

## Toxicité
Ce produit, parce qu'il contient 86 % à 95 % de plomb (sous forme de tétraoxyde (Pb3O4)), est une source d'intoxications potentiellement graves, assez graves pour induire un saturnisme aigu.

Sa toxicité peut s'ajouter à celle des khôl traditionnels et du surma qui peuvent être utilisés par les mêmes personnes, et qui contiennent également du plomb en quantité suffisante pour induire un saturnisme chez l'enfant qui les utiliserait ou qui jouerait avec ces produits.

## Apparence
L'azarcon essentiellement composé de minium de plomb et se présente sous forme de poudre orangée. (C'est le même minium qui sert à produire une peinture antirouille dite « peinture au minium de plomb »).